# Beaulieu, Isère
Beaulieu är en kommun i departementet Isère i regionen Auvergne-Rhône-Alpes i sydöstra Frankrike. Kommunen ligger i kantonen Saint-Marcellin som tillhör arrondissementet Grenoble. År 2022 hade Beaulieu 630 invånare.

## Befolkningsutveckling
Antalet invånare i kommunen Beaulieu
Referens:INSEE